# Aspila florentina
Aspila florentina är en fjärilsart som beskrevs av Eugen Johann Christoph Esper 1788. Aspila florentina ingår i släktet Aspila och familjen nattflyn. Inga underarter finns listade i Catalogue of Life.